# European & Australian Tour (ABBA)
Az European & Australian Tour a svéd ABBA együttes 1977 tavaszán rendezett koncertturnéja volt. Az 1974 – 1975 közötti európai turné után ez volt a csapat második nemzetközi turnéja. Utolsó világkörüli turnéjuk 1979-1980 között volt.

## Története
Miután a csapat 1976-ban megjelentette a Greatest Hits és Arrival című albumokat, egy aurópai és ausztrál turnét tervezett az együttes. A próbák 1976 decemberében a stockholmi Hangversenyteremben kezdődtek, majd 1977 januárjában az Europa Filmstúdióban folytatódtak. A koreográfus Graham Iainton volt. A turné során használt fehér és arany színpadi ruhákat Owe Sandtröm tervezte, és most a stockholmi ABBA: The Museumban láthatóak.
A turné Norvégiában, Osloban kezdődött egy 5300 fős közönség előtt, ahol a norvég herceg Harald és felesége Sonja is jelen volt. A turné az Egyesült Királyságban, Londonban ért véget, ahol két teltházas koncertet adtak a Royal Albert Hallban február 13-án és 14-én. A jegyekhez csak postai úton lehetett hozzáférni, a hírek pedig 3,5 millió jegyigénylésről számoltak be. Ez 580 alkalommal elegendő lett volna az aréna megtöltéséhez.
A turné ausztrál részét Lasse Hallström filmrendező dokumentálta, aki 1974 óta készítette a csapat videóklipjeit. A háromnapos forgatás után a dokumentumfilmet úgy fejlesztették ki, hogy akciót is tartalmazzon a színészekkel. Az 50 órás nyersanyagot az 1977 decemberében bemutatott ABBA: The Movie című filmhez vágták össze.
A csapatot az ausztrál turné során övező hisztériát Hallström filmje is megörökítette, és Agnetha is stresszes élményként számolt be önéletrajzában a turnéról: "Hisztérikus, lázas ováció fogadott bennünket. Izzadt, és megszállott tömeg. Néha kemény volt, és úgy éreztem, hogy beszív a tömeg".
Ausztráliában az első koncertre a Sydney-i Showgroundsban 20.000 néző előtt került sor. A koncert alatt esett az eső, és az elektromos berendezések használata kockázatos volt. Ennek ellenére a koncertet megtartották. Az egyetlen szerencsétlenség az volt, hogy Anni-Frid Lyngstad az egyik dal előadása közben megcsúszott a színpadon.
Az első 1977. március 10-i Perth-i koncert alatt névtelen telefonáló azt állította, miszerint bombát helyeztek el az arénában. Benny Andersson egyedül volt a színpadon az Intermezzo No 1 előadása közben, majd összezavarodott, amikor a zenészek nem tértek vissza a színpadra az előadása után. A közönséget ezután tájékoztatták, hogy 15 perces szünetet tartanak, és az arénát kiürítik. Ezek után folytatódott a koncert. Az aznapi második koncert volt ez, mely 21 órakor kezdődött 15 perc késéssel.
A turné Perth-ben ért véget március 12-én, és a tizenegy ausztráliai koncertjük alatt a csapat 160 000 ember előtt lépett fel.
A csapat 1977-es turné élő előadásairól kevés felvétel jelent meg lemezen. A The Name of the Game című kislemez B. oldalán az I Wonder (Departure) élő változata került fel. Az ABBA Live 1986-os válogatásalbumán pedig a Fernando és a Money, Money, Money turnéváltozata szerepelt az albumon. A többi dal nem jelent meg hivatalosan lemezen.

## A turnén elhangzott dalok
1. Tiger
2. That's Me (B. Andersson, S. Anderson, B. Ulvaeus)
3. Waterloo (B. Andersson, S. Anderson, B. Ulvaeus)
4. SOS (B. Andersson, S. Anderson, B. Ulvaeus)
5. Sitting in the Palmtree
6. Money, Money, Money
7. He Is Your Brother
8. I Do, I Do, I Do, I Do, I Do (B. Andersson, S. Anderson, B. Ulvaeus)
9. Dum Dum Diddle
10. When I Kissed the Teacher
11. Knowing Me, Knowing You (B. Andersson, S. Anderson, B. Ulvaeus)
12. Rock Me
13. I am an A
14. I've been Waiting for You (B. Andersson, S. Anderson, B. Ulvaeus)
15. Mamma Mia (B. Andersson, S. Anderson, B. Ulvaeus)
16. Fernando (B. Andersson, S. Anderson, B. Ulvaeus)
17. Why did it have to be Me
18. Intermezzo no. 1
19. The Girl with the Golden Hair – Minimusikal i 4 scener –

- Thank You for the Music
- I Wonder (Departure) (B. Andersson, S. Anderson, B. Ulvaeus)
- I'm a Marionette
- Get on the Carousel

1. So Long (med kort utdrag av In the Mood av Glenn Miller)

Ráadás
1. Dancing Queen
2. Thank You for the Music (reprise)[9]

## Turnéállomások
| Dátum             | Helyszín   | Ország             | Arena                      |
| ----------------- | ---------- | ------------------ | -------------------------- |
| Európa            |            |                    |                            |
| 1977. január 28   | Oslo       | Norvégia           | Ekeberghallen              |
| 1977. január 29.  | Göteborg   | Svédország         | Scandinavium               |
| 1977. január 30.  | Göteborg   | Svédország         | Scandinavium               |
| 1977. január 31.  | Koppenhága | Dánia              | Brøndby Hall               |
| 1977. február 1.  | Koppenhága | Dánia              | Brøndby Hall               |
| 1977. február 2.  | Berlin     | NSZK               | Deutschlandhalle           |
| 1977. február 3.  | Köln       | NSZK               | Sporthalle                 |
| 1977. február 4.  | Amszterdam | Hollandia          | Jaap Edenhal               |
| 1977. február 5.  | Antwerpen  | Belgium            | Arena Hall                 |
| 1977. február 6.  | Essen      | NSZK               | Grugahalle                 |
| 1977. február 7.  | Hannover   | NSZK               | Eilenriedehalle            |
| 1977. február 8.  | Hamburg    | NSZK               | Congress Centrum Hamburg   |
| 1977. február 10. | Birmingham | Egyesült Királyság | Birmingham Odeon           |
| 1977. február 11. | Manchester | Egyesült Királyság | Free Trade Hall            |
| 1977. február 12. | Glasgow    | Egyesült Királyság | Apollo                     |
| 1977. február 13. | London     | Egyesült Királyság | Royal Albert Hall          |
| 1977. február 14. | London     | Egyesült Királyság | Royal Albert Hall          |
| Ausztrália        |            |                    |                            |
| 1977. március 3.  | Sydney     | Ausztrália         | Sydney Showground          |
| 1977. március 4.  | Sydney     | Ausztrália         | Sydney Showground          |
| 1977. március 5.  | Melbourne  | Ausztrália         | Sidney Myer Music Bowl     |
| 1977. március 6.  | Melbourne  | Ausztrália         | Sidney Myer Music Bowl     |
| 1977. március 6.  | Melbourne  | Ausztrália         | Sidney Myer Music Bowl     |
| 1977. március 8.  | Adelaide   | Ausztrália         | Football Park              |
| 1977. március 10. | Perth      | Ausztrália         | Perth Entertainment Centre |
| 1977. március 10. | Perth      | Ausztrália         | Perth Entertainment Centre |
| 1977. március 11. | Perth      | Ausztrália         | Perth Entertainment Centre |
| 1977. március 12. | Perth      | Ausztrália         | Perth Entertainment Centre |
| 1977. március 12. | Perth      | Ausztrália         | Perth Entertainment Centre |